# Giovanni Soranzo
Giovanni Soranzo, född 1240, död 1328, var en venetiansk doge. Han var regerande doge av Venedig 1312-1328. 